# Alexander Eaglerock
L'Alexander Eaglerock était un biplan doté d'un habitacle fermé conçu dans les années 1920. Alexander Aircraft Company l'a produit à 893 exemplaires entre 1926 et 1932.

## Conception et développement
Le biplan Alexander Eaglerock est le premier avion conçu et produit par la jeune entreprise Alexander Aircraft Company. Conçu en 1925 il est novateur avec sa roulette sous la queue ou des ailes repliables au sol (pour minimiser la place nécessaire à son stockage). Mais des problèmes majeurs de conception (ratio masse/portance trop élevé, surchauffe moteur) l'empêche de décoller. L'avion est repensé dès 1926 par Albert Mooney (en) pour aboutir au modèle A-1, plus conventionnel et débarrassé de ses problèmes initiaux. Il effectue son premier vol le 7 janvier 1926.C'est avec ce modèle que le succès de l'avion démarre. En six ans l'entreprise coloradienne en produit 893 exemplaires sur les sites d'Englewood puis de Colorado Springs. Ce succès contribue à faire de l'Alexander Aircraft Company le plus gros fabricant mondial d'avions de la fin des années 1920, avec une capacité totale de huit appareils par jour.
Dans sa configuration initiale l'appareil pouvait atteindre une vitesse maximale de 160 km/h pour une vitesse de croisière de 110 km/h et avait une autonomie de 635 km,, avec une masse à vide de 644 kg pour une masse maximale de 989 kg.

## Histoire
Le nom de l'avion serait un mot-valise formé de Eagle pour l'aigle royal soigné (en vain) par les employés de l'usine alors qu'il s'était blessé en percutant un câble électrique et Rock pour les Montagnes Rocheuses (Rocky Moutains en anglais) proches du lieu de production,.
En décembre 1926, Charles Lindbergh est entré en contact avec l'AAC pour qu'ils lui adaptent un Eaglerock. Le temps imparti (deux mois) pour les modifications demandées (nouvelle motorisation Wright J5, réservoir additionnel, renforcement des ailes et du train d'atterrissage pour supporter le poids du carburant supplémentaire), le manque de ressources et le carnet de commandes rempli de l'entreprise les pousse finalement à renoncer à cette commande. Lindbergh traverse l'Atlantique quelques mois plus tard, les 20 et 21 mai 1927, à bord du Spirit of St. Louis fabriqué par le petit constructeur aéronautique Ryan Aeronautical Company sur la base d'un Ryan M-1.
Dès 1928, alors que l'Eaglerock est un succès commercial, J.Don Alexander se lance avec Mooney dans la conception d'un nouvel appareil. Un monoplan aile-basse pouvant accueillir quatre personnes, au train d'atterrissage rétractable et à l'objectif affiché d'atteindre une vitesse de croisière au moins équivalente à 1 mph par cheval-vapeur fourni par le moteur. Le 12 janvier 1929 l'Alexander Bullet effectuait son premier vol.
Dès 1928, alors que l'Eaglerock est un succès commercial, J.Don Alexander se lance avec Mooney dans la conception d'un nouvel appareil. Un monoplan aile-basse pouvant accueillir quatre personnes, au train d'atterrissage rétractable et à l'objectif affiché d'atteindre une vitesse de croisière au moins équivalente à 1 mph par cheval-vapeur fourni par le moteur. Le 12 janvier 1929 l'Alexander Bullet effectuait son premier vol.

## Versions
Au cours des sept années de développement et production, l'Eaglerock a été décliné en de nombreuses variantes, de par la configuration des ailes et la motorisation.
Néanmoins avant la création de la Civil Aeronautics Administration en 1928 les avions n'était pas soumis à un enregistrement strict, et les Eaglrock était simplement identifiés suivant leurs trois configurations d'aile :
- longwing : La version initiale de Mooneyl où l'aile basse est légèrement plus longue que l'aile haute (respectivement 38 ft (11,60 m) et 36 ft (10,97 m)). Cette configuration d'aile assez rare a pour but de réduire la charge de l'aile pour gagner en performance en "haute-altitude" (ce terme étant à envisager avec le référentiel de l'époque). Le faible apport réel du concept ne lui a pas assuré de pérennité[6],[1],[10].
- combo-wing : Destiné à des vols d'altitude plus faible, les ailes basses sont raccourcies de 3 ft (presque 1 m) chacune par rapport au modèle longwing alors que les ailes hautes sont inchangées, ce qui donne une envergure basse de 32 ft (9,75 m) pour une envergure haute de 36 ft (10,97 m)[10].
- short-wing : Une version dédiée aux courses, où les deux ailes ont une même longueur de 32 ft (9,75 m) [10].

La création de la CAA est allé de pair avec un impératif d'enregistrement et de certification, et les premiers Approved Type Certificate (abrégés en ATC) ont-été délivrés. Pour satisfaire à ce besoin les Eaglerock ont été déclinés à partir de cette date en séries (de A-1 à A-15), chacune ayant un ATC différent.
- EagleRock: le prototype de 1925, aussi connu sous l'identifiant CB-106[7]. Handicapé par des problèmes de conception et de surchauffe du moteur il ne volera jamais vraiment et n'a donc pas eu à être certifié[3],[2].
- EagleRock A-1 : la version modifiée en 1926 par Albert Mooney, et la principale vendue jusqu'en 1932. Motorisée avec un Wright J5 de 220 ch qui rallonge un peu l'avion, elle a obtenu le certificat ATC #57[3],[12].
- EagleRock A-2 : version de 1926 motorisée avec le (bon marché) moteur original Curtiss OX-5 de 90 ch ou pour un petit supplément le Curtiss OXX-6 de 100 ch. Cette version (plus proche du prototype original) reçu le certificat ATC #58[3],[12].
- EagleRock A-3 : version de 1928 motorisée avec un moteur Hisso A de 150 ch, certifiée ATC #59[3],[12].
- EagleRock A-4 : version de 1928 semblable à la version A-3 mais motorisée avec un moteur Hisso E de 180 ch et son radiateur[3],[12].
- EagleRock A-5 : version de 1928 motorisée avec un Menasco-Salmson B-2 de 260 ch. Les problèmes rencontrés avec ce moteur ont conduit à l'abandon de la version (seulement trois exemplaires produits)[3],[12].
- EagleRock A-7 : version de 1928 motorisée avec un moteur Ryan-Siemens de 125 ch. Seulement un[12] ou deux[3] prototypes ont été construits.
- EagleRock A-11 : version de 1928 motorisée avec un moteur Warner Scarab (en) de 110 ch. Un seul prototype construit (X6315) et transformé plus tard en A-14[3], sans avoir obtenu (en tant qu'A-11) de certificat ATC[12].
- EagleRock A-12 : version de 1929 motorisée avec un moteur Wisconsin Comet 7-RA de 130 ch[3],[12].
- EagleRock A-13 : version de 1929 motorisée avec un moteur Curtiss twin-row Challenger de 170 ch, certificat ATC #141[3],[12].
- EagleRock A-14 : version de 1930 motorisée avec un moteur Wright J-6 de 165 ch[3],[12].
- EagleRock A-15 : version de 1929 motorisée avec un moteur Kinner K-5 de 100 ch nécessitant un leger allongement de l'avion[3],[12].

Si cette liste ne comprend pas les versions A-6, A-8, A-9 et A-10 c'est parce qu'elles correspondent à des essais de moteurs expérimentaux qui n'ont pas été concluants, comme le Axelson/Floco, le Hellet ou le Curtiss C-6.
Le critère discriminant dans la classification en séries étant la motorisation, deux avions produits avant 1928 auraient pu être classés dans une même catégorie mais dans deux séries différentes, et inversement. Par exemple avant la CAA un longwing et un combo-wing tous deux motorisés avec un Curtiss OX-5 auraient été classés longwing et combo-wing, alors qu'ils auraient été tous deux A-2 après. À l'inverse deux longwing motorisés respectivement avec un Curtiss OX-5 et un Wright J5 auraient tous deux été catégorisés longwing avant, mais A-1 et A-2 après.